# Atherigona punctipennis
Atherigona punctipennis är en tvåvingeart som beskrevs av Macquart 1851. Atherigona punctipennis ingår i släktet Atherigona och familjen husflugor. Inga underarter finns listade i Catalogue of Life.